# شهرداری کانداوا
شهرداری کانداوا (به لاتین: Kandava Municipality) یک شهرداری در کشور لتونی است. شهرداری کانداوا ۱۰٬۰۵۷ نفر جمعیت دارد.